# Шахницы
Шахницы — деревня в Тямшанской волости Псковского района Псковской области России.
Расположена на крайнем юго-западе волости в 28 км к юго-западу от города Пскова и в 18 км к юго-западу от деревни Тямша.

## Население
| 2001 | 2002 | 2010 |
| ---- | ---- | ---- |
| 43   | ↘23  | ↗25  |

Численность населения деревни по оценке на конец 2000 года составляло 43 жителя.